# Ancylolomia aduncella
Ancylolomia aduncella är en fjärilsart som beskrevs av Wang och Shih-Mei Sung 1981. Ancylolomia aduncella ingår i släktet Ancylolomia och familjen Crambidae. Inga underarter finns listade i Catalogue of Life.